# Пол ван Дајк
Матијас Паул (Ајзенхитенштат, 16. децембар 1971) познат под псеудонимом Пол ван Дајк, немачки је тренс ди-џеј, музичар и музички продуцент. Добитник је Греми награде и престижне награде Берлина. Радио је ремиксе и музику за познате музичке групе и певаче..
Именован је за најбољег ди-џеја на свету 2005 и 2006. године. Његови албуми су продати у више од 3 милиона примерака широм света..
Започео је каријеру почетком 1990-их година. Убрзо је постигао популарност са ремиксом траке Love Stimulation Хјумејта, и са његовом песмом For an Angel из 1993. године.

## Албуми

### Студио албуми
- 1994: 45 RPM
- 1996: Seven Ways
- 2000: Out There and Back
- 2003: Reflections
- 2007: In Between
- 2012: Evolution
- 2015: The Politics of Dancing 3

### Ремикс албуми
- 2004: Re-Reflections
- 2008: Hands on in Between
- 2013: (R)Evolution: The Remixes
- 2015: The Politics Of Dancing 3 (Remixes)